# Majuba-hegyi csata
A Majuba-hegyi csata az első búr háború utolsó és döntő csatája volt, amelynek során a búr milícia döntő győzelmet aratott. A búrok győzelmét pontosan jellemzi, hogy az angolok rengeteg embert vesztettek, a búr milícia viszont csak egyetlen emberét vesztette el, ráadásul megölték az angol parancsnokot, Sir George Pomeroy Colley-t.

## A hadseregek állapota
A 400 fős brit hadsereg piros kabátot és kék nadrágot viselt. Martiny Henry egylövetű gyalogsági puskával voltak felszerelve. Az angol sereg sokkal kedvezőbb pozícióban volt, mivel ők uralták a magaslatot.
A búrok 400-500 közötti számukkal számbeli fölényben voltak, azonban felfelé kellett támadniuk, így a létszám önmagában nem lett volna elég a győzelem kivívásához. Csakhogy a búrok harcmodora egészen más volt. Az angolok ugyanis nyílt rohamra számítottak, s úgy gondolták, hogy az ellenség, amely nem volt kiképezve, nem lesz képes fegyelmezett, rendezett hadmozdulatra, mint ahogy az angol hivatásos katonák.

## A csata menete
Hajnalban a búrok körülbelül 500 emberrel megrohamozták a dombot. Az angolok várakozásával ellentétben a búrok nem a megszokott módon nyomultak előre. A búr milicisták lehajolva kapaszkodtak fel a hegyre, keresték a védett helyeket (sziklákat, fákat, üregeket), ahonnét egy-egy jól irányzott lövést leadtak, majd pedig újabb néhány métert tettek meg egy másik fedezékig. Javukra volt saját civil öltözetük, amely beleolvadt a környezet színébe, ezért az angol katonák nem tudták rendesen megcélozni a támadó búrokat. A búrok viszont jobb céllövők voltak, ellenfeleik pedig jól észrevehetők voltak rikítóan vörös zubbonyukban, így sok angol valamint skót katonát eltaláltak.
Az angolok fegyelmezettsége néhány perc után összedőlt, mert a kétségbe eső skót csapat vezetője felhergelte a búrokat. Ennek azonban az lett a következménye, hogy az így is keményen harcoló búrok még nagyobb bátorsággal küzdöttek tovább.
A búrok a domb egyik részét fel is gyújtották, majd az angolok menekülése után elfoglalták azt. A britek sorfala így végképp felbomlott és a legtöbben inkább a menekülésre figyeltek, ahelyett, hogy harcoltak volna. A csata legválságosabb pillanatában Colley, az angolok parancsnoka visszavonulást akart elrendelni de a parancs kiadása közben egy búr mesterlövész lelőtte.
A visszavonuló angol huszárok egy utolsó ellentámadást próbáltak meg végrehajtani, de végül őket is felmorzsolta a búrok tömege. Az ütközetben 92 brit katona elesett, 134 megsérült, 59-et pedig elfogtak. A búroknak mindössze egy halottjuk volt, bizonyos Adriaan Johannes Bekker, és négyen sebesültek meg.

## Lásd még
- Első búr háború
- Búrok